# Inaxio Errandonea
Inaxio Errandonea Irazoki, llamado Errandonea (Vera de Bidasoa, Navarra, 30 de julio de 1964) es un ex pelotari español de pelota vasca en la modalidad de mano. 
Tras un exitoso y breve paso por el campo aficionado, logró el campeonato de España Juvenil en 1981, el absoluto en 1982 y el subcampeonato mundial en México 1982, se presentó como profesional el 3 de diciembre de 1983. En su paso por profesionales obtuvo como mayores éxitos dos subcampeonatos en el manomanista, y cuatro txapelas en el Campeonato de mano parejas, en 1988, 1989, 1994 y 1999.
Tras su retirada pasó a formar parte de la empresa ASPE, como director comercial.

## Finales de mano parejas
| Año      | Campeones              | Subcampeones                 | Tanteo | Frontón   |
| -------- | ---------------------- | ---------------------------- | ------ | --------- |
| 1987-88  | Retegi II - Errandonea | Ladutxe - Martinikorena      | 22-16  | Anoeta    |
| 1989-90  | Retegi II - Errandonea | Vergara II - Etxenagusia (1) | 22-03  | Anoeta    |
| 1994-95  | Retegi II - Errandonea | Unanue - Zezeaga             | 22-17  | Atano III |
| 1999 (2) | Nagore - Errandonea    | Berasaluze VIII - Beloki     | 22-17  | Atano III |

(1) Etxenagusia sustituyó en la final a Maiz II por gripe de este último.
(2) En la edición de 1999 se disputaron dos torneos por la falta de acuerdos entre las dos empresas de pelota mano, ASPE y Asegarce.

## Finales manomanista
| Año  | Campeón | Subcampeón | Tanteo | Frontón   |
| ---- | ------- | ---------- | ------ | --------- |
| 1994 | Arretxe | Errandonea | 22-12  | Ogueta    |
| 1995 | Beloki  | Errandonea | 22-15  | Atano III |

## Final del Cuatro y Medio
| Año  | Campeón | Subcampeón | Tanteo | Frontón |
| ---- | ------- | ---------- | ------ | ------- |
| 1994 | Eugi    | Errandonea | 22-13  | Ogueta  |

- Datos: Q4895154